# Alpujarra Almeriense

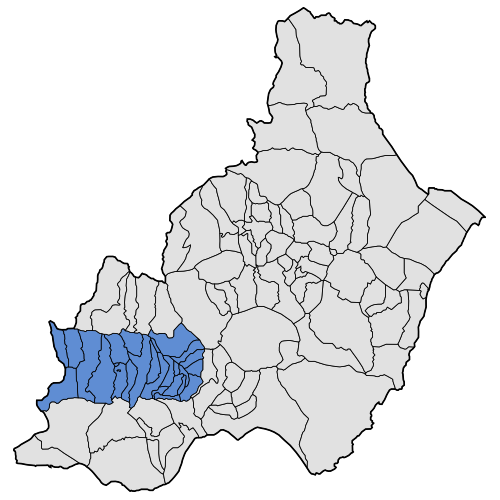
Comarca Alpujarra Almeriense

Alpujarra Almeriense is een comarca (een  overheidsgewest), in de  provincie Almería, gelegen in de Spaanse autonome regio Andalusië.  Binnen Alpujarra Almeriense liggen  22 gemeenten. De hoofdstad van de comarca is Laujar de Andarax.
Alpujarra Almeriense ligt in de landstreek Alpujarras.

## Gemeenten
Alpujarra Almeriense bestaat uit 22 gemeenten (municipios). (De populaties van 2005 is tussen haakjes weergegeven):
- Alboloduy (698)
- Alcolea (916)
- Alhabia (706)
- Alhama de Almería (3,835)
- Alicún (278)
- Almócita (191)
- Alsodux (153)
- Bayárcal (403)
- Beires (118)
- Bentarique (277)
- Canjáyar (1,451)
- Fondón (976)
- Huécija (530)
- Illar (452)
- Instinción (484)
- Laujar de Andarax (1,819)
- Ohanes (745)
- Padules (510)
- Paterna del Río (440)
- Rágol (379)
- Santa Cruz de Marchena (240)
- Terque (455)